# Lőkösfalva

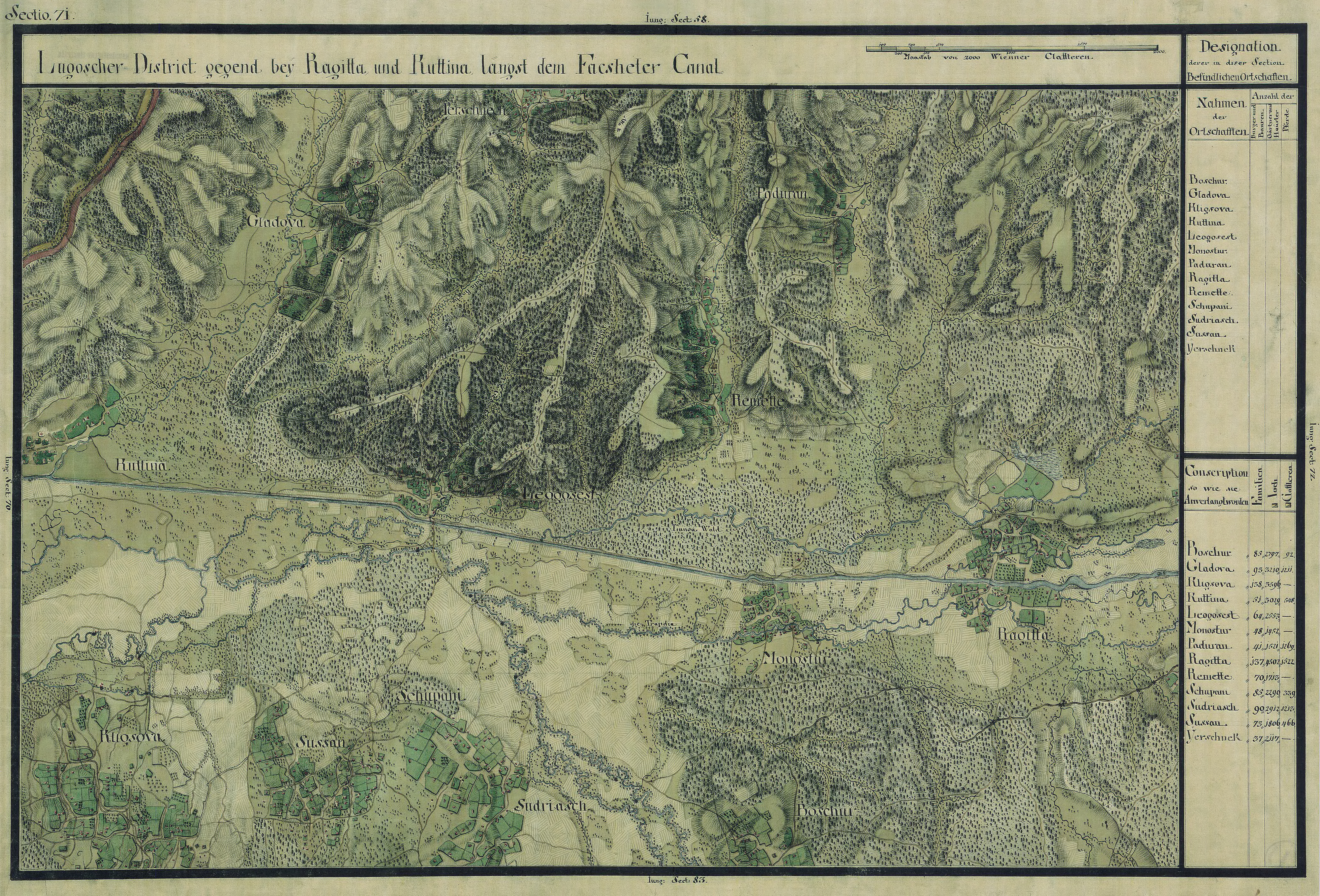
Lőkösfalva egy régi térképen

Lőkösfalva (Leucușești), település Romániában, a Partiumban, Temes megyében.

## Fekvése
Lugostól északkeletre, Bethlenháza, Topla és Bégaszuszány közt fekvő település.

## Története
Lőkösfalva nevét 1440-ben említette először oklevél p. Lekesfalva néven, mint Solymos vára 86. tartozékát. 1454-ben Leukosfalva a temes vármegyei Suggyához tartozott. Nevét 1514-1516 között Kewkwkusesth, 1597-ben Leukusest, 1799-ben Leulcsest, 1808-ban Leuksest, Leukosesti, 1913-tól Lőkösfalva néven írták.
1851-ben Fényes Elek írta a településről: „Leokosesty, oláh falu, Krassó vármegyében, a Béga csatornája mellett: 21 katholikus, 492 óhitű lakossal, s anyatemplommal, sok gyümölcsössel. Földesura a kamara.”
1910-ben 784 lakosából 773 román, 7 magyar, volt. Ebből 753 görögkeleti ortodox, 23 római katolikus,  volt.
A trianoni békeszerződés előtt Krassó-Szörény vármegye Bégai járásához tartozott.